# 学校法人LG蓮庵学園
LG蓮庵学園（エルジーヨナムがくえん）は韓国の学校法人である。蓮庵はLGグループ創立者具仁会の号に由来する。

## 歴史
- 1969年12月 - 蓮庵文化財団設立。
- 1973年6月27日 - 学校法人蓮庵学園設立。
- 1974年3月1日 - 蓮庵畜産高等技術学校（現：天安蓮庵大学）設立
- 1984年3月1日 - 蓮庵工業専門大学（現：蓮庵専門大学）設立
- 1995年3月 - 学校法人LG蓮庵学園に変更。

## 設立学校
- 天安蓮庵大学（忠清南道天安市）
- 蓮庵工業大学（慶尚南道晋州市）